# Схиртладзе, Марина Михайловна
Марина Михайловна Схиртладзе (до замужества Вейс; 19 декабря 1926, Москва — 2 декабря 2015, Москва) — советская спортсменка, четырёхкратная чемпионка СССР (1951—1954) и чемпионка Европы (1954) по академической гребле. Мастер спорта СССР (1951).

## Биография
Родилась 19 декабря 1926 года в Москве. Начинала заниматься академической греблей на водно-спортивной станции «Стрелка» у Сергея Шереметьева, в дальнейшем продолжила тренироваться под руководством Игоря Полякова. Выступала за Центральный спортивный клуб Министерства обороны.
Наиболее значимых результатов добивалась в начале и середине 1950-х годов, когда четырежды становилась чемпионкой СССР в классе восьмёрок. В 1954 году вошла в состав сборной страны на чемпионате Европы в Амстердаме и завоевала золотую медаль этих соревнований в той же дисциплине.
В 1953 году окончила школу тренеров при ГЦОЛИФКе имени И. В. Сталина. В 1956 году завершила свою спортивную карьеру. В 1959–1982 годах занималась тренерской деятельностью в ДСО «Буревестник».
Умерла 2 декабря 2015 года в Москве. Похоронена на Введенском кладбище.

## Семья
- Борис Схиртладзе (1915—2005) — муж, советский гребец и тренер по академической гребле, двукратный чемпион СССР в классе четвёрок распашных с рулевыми (1946, 1948).